# Nanjing Zhaoxiang Guan
Nanjing Zhaoxiang Guan (xinès simplificat: 南京照相馆, pinyin: Nánjīng zhàoxiàng guǎn, literalment 'Estudi fotogràfic de Nanjing', en anglès: Dead to rights) és una pel·lícula dramàtica històrica xinesa del 2025 dirigida per Shen Ao. Està protagonitzada per Liu Haoran, Wang Chuanjun, Gao Ye, Wang Xiao, Zhou You, Yang Enyou i Daichi Harashima. Ambientada en la massacre de Nanjing, la pel·lícula segueix un grup de civils que busquen refugi en un estudi fotogràfic enmig del caos de la guerra i arrisquen valentament les seues vides per exposar les atrocitats comeses per l'exèrcit imperial japonés. La pel·lícula es va estrenar el 25 de juliol de 2025.

## Sinopsi
La pel·lícula es basa en proves fotogràfiques autèntiques de crims de guerra japonesos durant la massacre de Nanjing. Ambientada el 1937, segueix un treballador de correus anomenat Ah Chang que es fa passar per un tècnic de laboratori fotogràfic i revela fotos per a l'exèrcit japonés per tal de sobreviure. Amenaçat per Wang Guanghai, un intèrpret de les forces invasores japoneses, es veu obligat a revelar fotografies per al fotògraf militar japonès Itō, incloent-hi "fotos d'amistat" escenificades, realitzades amb civils xinesos obligats a fer-ho. Mentrestant, allotja un grup de civils i soldats xinesos, convertint l'estudi fotogràfic en un refugi temporal. Arriscant la seua vida, Ah Chang finalment ajuda els refugiats a escapar i exposa les proves de la massacre al món. En aquell moment, el Ministeri de l'Exèrcit Japonés classifica com a prohibides les fotografies que "podrien donar la impressió d'abús de presoners".

## Repartiment
- Liu Haoran com Su Liuchang ("Ah Chang")
- Wang Chuanjun com Wang Guanghai
- Gao Ye com Lin Yuxiu
- Wang Xiao com Jin Chengzong
- Zhou You com Song Cunyi
- Yang Enyou com a Jin Wanyi
- Daichi Harashima com a Hideo Itō
- Wang Zhen'er com a Zhao Yifang

## Context

### Antecedents històrics
L'estudi de fotografia que es mostra a la pel·lícula està basat en l'estudi fotogràfic de Huadong, històricament situat a prop de l'actual zona de Guyilang a Nanjing. Luo Jin, un aprenent de l'estudi, va descobrir negatius que contenien imatges d'atrocitats comeses per soldats japonesos quan revelava pel·lícules enviades per oficials japonesos a principis de 1938. Tot i el risc que fer-ho suposava, Luo va revelar aquells negatius i els va recopilar en un àlbum. A causa de les dificultats, Luo es va unir més tard a un equip de formació en comunicacions afiliat a la brigada de guàrdia del govern col·laboracionista de Wang Jingwei estacionada al Temple de Pilu, on va amagar l'àlbum en un lavabo. El 1941, l'àlbum va ser descobert i preservat en secret per Wu Liankai, que estava rebent formació al mateix temple.
El 1946, després de la rendició del Japó, Wu Liankai, que aleshores havia canviat el seu nom a Wu Xuan, es va assabentar que el Senat Provisional de Nanjing estava recopilant proves perquè el Tribunal de Crims de Guerra de Nanjing processara els criminals de guerra. Va presentar l'àlbum de fotos amagat, que es va convertir en una prova crucial per a la condemna de Hisao Tani, un dels principals autors de la massacre de Nanjing. L'àlbum es conserva actualment al Segon Arxiu Històric de la Xina.

## Producció
El 2023, el director Shen Ao, inspirat per una conversa amb Zhang Ke (guionista de la pel·lícula The Volunteers: To the War) i revisant la producció de 1987 de Nanjing Film Studio, Massacre in Nanjing, va decidir que era essencial "tornar a explicar la història adaptada al nostre temps". Shen va contactar llavors amb Nanjing Film Studio, el titular dels drets de Massacre in Nanjing, i va adquirir els drets d'adaptació, iniciant una extensa investigació sobre l'esdeveniment històric de "traure proves fotogràfiques de Nanjing de contraban" per formar la base de la nova pel·lícula. Mentre que la seua pel·lícula anterior, No More Bets (2023), encara era fresca en la memòria pública, Shen va reunir immediatament el seu equip creatiu per iniciar la producció de Dead to Rights.

## Estrena
Dead to Rights va ser produïda conjuntament per China Film Group i diversos altres estudis. Inicialment programada per al 2 d'agost de 2025, la data es va avançar posteriorment al 25 de juliol, amb preestrenes a nivell nacional del 19 al 20 de juliol. El 20 de juliol, els ingressos de les preestrenes i la venda anticipada d'entrades van superar els 30 milions de iuans. Després del seu llançament oficial, la taquilla d'un sol dia de la pel·lícula va superar els 100 milions de iuans el 26 de juliol. A les 20:00 del 28 de juliol, quatre dies després del seu llançament oficial, la taquilla total de la pel·lícula havia superat els 500 milions de iuans.